# Ödemarkens Son
Ödemarkens Son jest drugim albumem szwedzkiej progresywno/folk metalowej grupy Vintersorg, wydany 16 listopada 1999 roku.

## Lista utworów
1. "När Alver Sina Runor Sjungit" - 4:47
2. "Svältvinter" - 4:36
3. "Under Norrskenets Fallande Ljusspel" - 3:54
4. "Månskensmän" - 5:46
5. "Ödemarkens Son" - 5:17
6. "Trollbunden" - 2:44
7. "Offerbäcken" - 4:29
8. "I Den Trolska Dalens Hjärta" - 5:55
9. "På Landet" - 6:35

## Muzycy
- Andreas "Vintersorg" Hedlund - śpiew, gitara elektryczna, gitara basowa, gitara akustyczna, syntezator na "I Den Trolska Dalens Hjärta"

Gościnnie
- Vargher - klawisze
- Andreas Frank - główna gitara na ścieżkach 1, 5, 8 i 9
- Cia Hedmark - wokal na ścieżkach 2 i 4, skrzypce